# H1 (détecteur de particules)

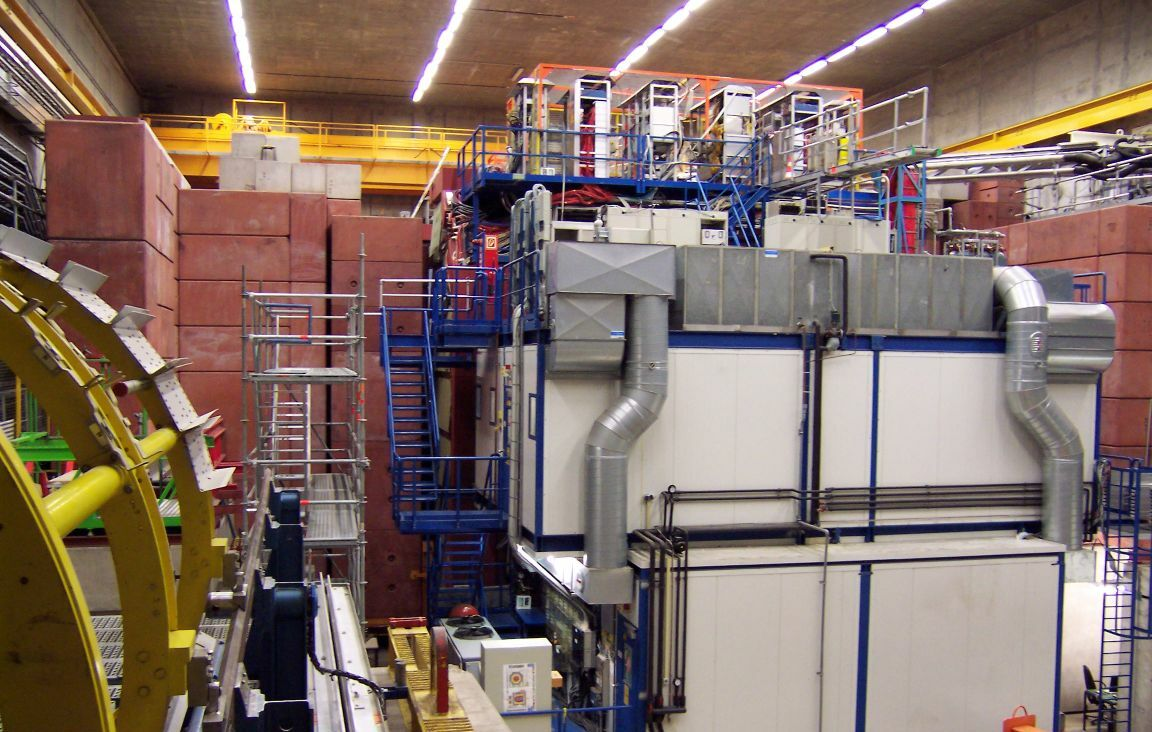
Le détecteur de particules H1

H1 est une expérience de physique localisée sur l'accélérateur HERA du centre de recherche DESY à Hambourg (Allemagne).
Son objectif scientifique principal est l'étude de la structure du proton.
Ses mesures concernent également l'étude des interactions élémentaires et la physique au-delà du modèle standard.
L'expérience H1 a été en service entre 1991 et 2007 (fermeture de l'accélérateur HERA).